# Bénéfice avant impôt
 (octobre 2023).
Si vous disposez d'ouvrages ou d'articles de référence ou si vous connaissez des sites web de qualité traitant du thème abordé ici, merci de compléter l'article en donnant les références utiles à sa vérifiabilité et en les liant à la section « Notes et références ».
Le bénéfice avant impôt est l'argent retenu par une entreprise avant de déduire l'argent à payer pour les impôts. Ce bénéfice inclut l'argent payé pour les intérêts.